# Yucatán (film, 2018)
Pour les articles homonymes, voir Yucatán (homonymie).
Pour plus de détails, voir Fiche technique et Distribution.
Yucatán est une comédie espagnole écrite et réalisée par Daniel Monzón sortie en Espagne en 2018

## Synopsis
Sur une navire de croisière allant de Barcelone jusqu'au Yucatan, plusieurs escrocs tentent de gruger des passagers. Se trouve à bord Antonio, un boulanger, heureux gagnant du super gros lot du Loto. L'homme va donc être une cible idéale pour les escrocs qui vont se croiser et s'entrecroiser et rivaliser d'ingéniosité pour le dépouiller.

## Fiche technique
- Titre : Yucatán
- Réalisation : Daniel Monzon
- Scénario : Daniel Monzon et Jorge Guerricaechevarría
- Musique : Roque Baños
- Photographie : Carles Gusi Poquet
- Pays :  Espagne
- Genre : Comédie
- Durée : 130 minutes
- Langue : Espagnol
- Date de sortie : Espagne 31 août 2018

## Distribution
- Luis Tosar (VF : Julien Chatelet) : Lucas, un escroc
- Rodrigo de la Serna (VF : Marc Arnaud) : Clayderman, pianiste et escroc
- Stephanie Cayo (VF : Julie Cavanna) : Veronica
- Alicia Fernández (VF : Laëtitia Godès) : Leticia, une fille d'Antonio
- Toni Acosta (VF : Marie Giraudon) : Chusa
- Xavi Lite (VF : Valentin Merlet) : Marco
- Joan Pera (VF : Gabriel Le Doze) : Antonio, l'heureux gagnant du loto
- Gloria Muñoz (VF : Sylvie Genty) : Carmen, une aventurière mature
- Lupe Cartie Roda (VF : Julia Vaidis-Bogard) : Monica, une fille d'Antonio
- Agustín Jiménez (VF : Jean-Marc Charrier) : Ernesto
- Txell Aixendri (VF : Isabelle Desplantes) : Alice
- Jorge Asín (VF : Michel Voletti) : Fede
- Arián Núñez (VF : Paolo Domingo) : Brendon

- Version française
  - Studio de doublage : Hiventy[1]
  - Direction artistique : ?
  - Adaptation : ?